# Cantón de Mandelieu-Cannes-Oeste
El  Mandelieu-Cannes-Oeste era una división administrativa francesa que estaba situada en el departamento de Alpes Marítimos y la región de Provenza-Alpes-Costa Azul.

## Composición
El cantón estaba formado por dos comunas más una fracción de la comuna de Cannes:
- Cannes (fracción)
- Mandelieu-la-Napoule
- Théoule-sur-Mer

## Supresión del cantón de Mandelieu-Cannes-Oeste
En aplicación del Decreto nº 2014-227 de 24 de febrero de 2014, el cantón de Mandelieu-Cannes-Oeste fue suprimido el 22 de marzo de 2015 y sus 3 comunas pasaron a formar parte; dos del nuevo cantón de Mandelieu-la-Napoule y una del nuevo cantón de Cannes-1.